# Simplikios
Simplikios nebo v latinské formě Simplicius (asi 490 – asi 560) byl jeden z posledních novoplatónských filosofů. V jeho spisech, zejména komentářích k Aristotelovi, se zachovalo mnoho citátů předsókratovských filosofů.

## Život
Simplikios pocházel z Kilíkie (dnes jihovýchodní Turecko), studoval v Alexandrii u Proklova žáka Ammónia Hermiae, stejně jako Damaskios a Jan Filoponos. Byl jedním z posledních filosofů platónské Akademie v Athénách, kde ho postihlo pronásledování a zákazy císaře Justiniána I. Akademie byla jedním z posledních středisek pohanského helénismu a pořádala také divadelní představení. Justinián přestal Akademii podporovat, zabavil její majetek a filosofy, kteří odmítli přijmout křesťanství roku 529 vypověděl z říše. Poslední představený Akademie, Damaskios, se šesti dalšími včetně Simplikia odešli ke dvoru perského krále Chozroa I., byli tam však zklamáni a po dohodě Chozroa s Justiniánem se roku 533 vrátili do Řecka. O jejich dalším osudu není nic známo, Simplikios však nejen psal, ale také učil, nejspíše v Athénách nebo v Alexandrii.

## Dílo
Většina zachovaných Simplikiových spisů jsou komentáře k Aristotelovi a jeden komentář k Epiktétovu Enchiridion. Simplikios byl eklektik a snažil se ukázat, že mezi Platónem, Aristotelem a Plótinem není žádný rozpor, byl však střízlivější než jeho novoplatoničtí předchůdci a pečlivě citoval starší filosofy. Díky němu máme poměrně dobrý přehled o vývoji pozdní řecké filosofie, ale zachoval také množství zlomků ze ztracených knih předsókratiků, z Aristotela i stoiků. V ostré polemice bránil Aristotelův názor, že svět trvá věčně a hvězdy mají božskou povahu, proti námitkám svého současníka, křesťana Jana Filopona. Simplikiovy spisy byly v raném středověku přeloženy do arabštiny a Vilém z Moerbeke je přeložil do latiny. Simplikiovo spojení Platóna a Aristotela silně ovlivnilo Tomáše Akvinského a středověkou scholastiku.